# Smrčina (Plesná)
Smrčina (do roku 1948 Ermesgrün) je malá vesnice, část města Plesná v okrese Cheb v Karlovarském kraji. Nachází se asi dva kilometry severovýchodně od Plesné. Je zde evidováno 8 adres. V roce 2011 zde trvale žil jeden obyvatel.
Smrčina je také název katastrálního území o rozloze 2,6 km².

## Historie
První písemná zmínka o vesnici pochází z roku 1271.

## Obyvatelstvo
Při sčítání lidu v roce 1930 zde žilo 165 obyvatel, z nichž bylo 156 Němců a 9 cizinců. K římskokatolické církvi se hlásilo 161 obyvatel, k evangelické církvi čtyři obyvatelé.
| Rok                                                       | 1869 | 1880 | 1890 | 1900 | 1910 | 1921 | 1930 | 1950 | 1961 | 1970 | 1980 | 1991 | 2001 | 2011 | 2021 |
| --------------------------------------------------------- | ---- | ---- | ---- | ---- | ---- | ---- | ---- | ---- | ---- | ---- | ---- | ---- | ---- | ---- | ---- |
| Počet obyvatel                                            | 144  | 141  | 172  | 178  | 201  | 198  | 165  | 88   | 54   | 14   | 11   | 2    | 3    | 1    | 6    |
| Počet domů                                                | 24   | 26   | 27   | 27   | 28   | 29   | 30   | 31   | -    | 5    | 6    | 2    | 4    | 3    | 4    |
| Počet domů v roce 1961 je zahrnut v počtu domů ve Vackově |      |      |      |      |      |      |      |      |      |      |      |      |      |      |      |

## Obecní správa
Při sčítání lidu v letech 1850–1879 Smrčina byla osadou obce Lomnička v okrese Cheb. V letech 1880–1920 byla osadou obce Vackov v okrese Cheb. V letech 1921–1949 byla samostatnou obcí v okrese Cheb. V letech 1950–1964 byla opět osadou obce Vackov v okrese Cheb.  Od roku 1965 je částí města Plesná v okrese Sokolov.

## Galerie

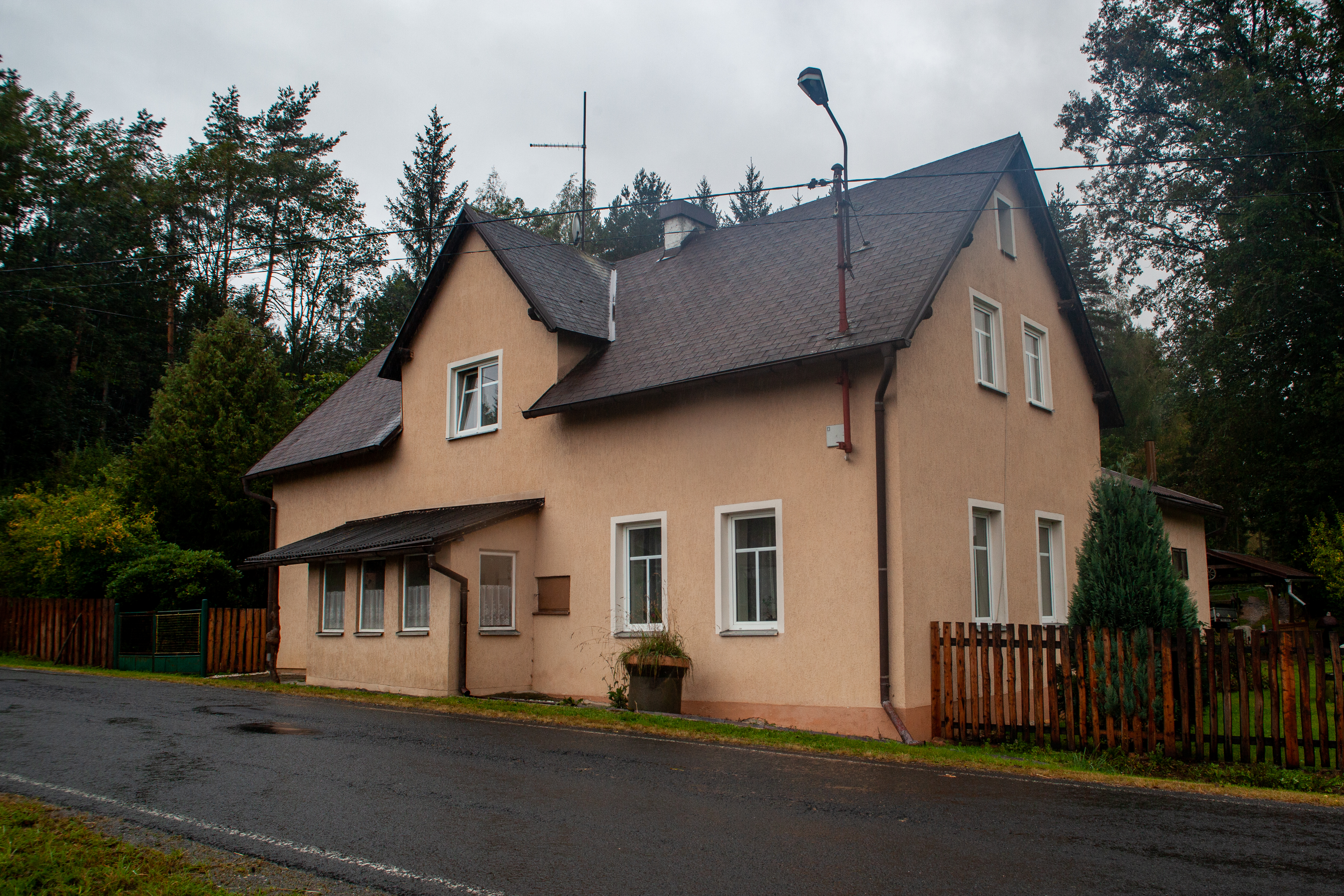
Dům (2020)
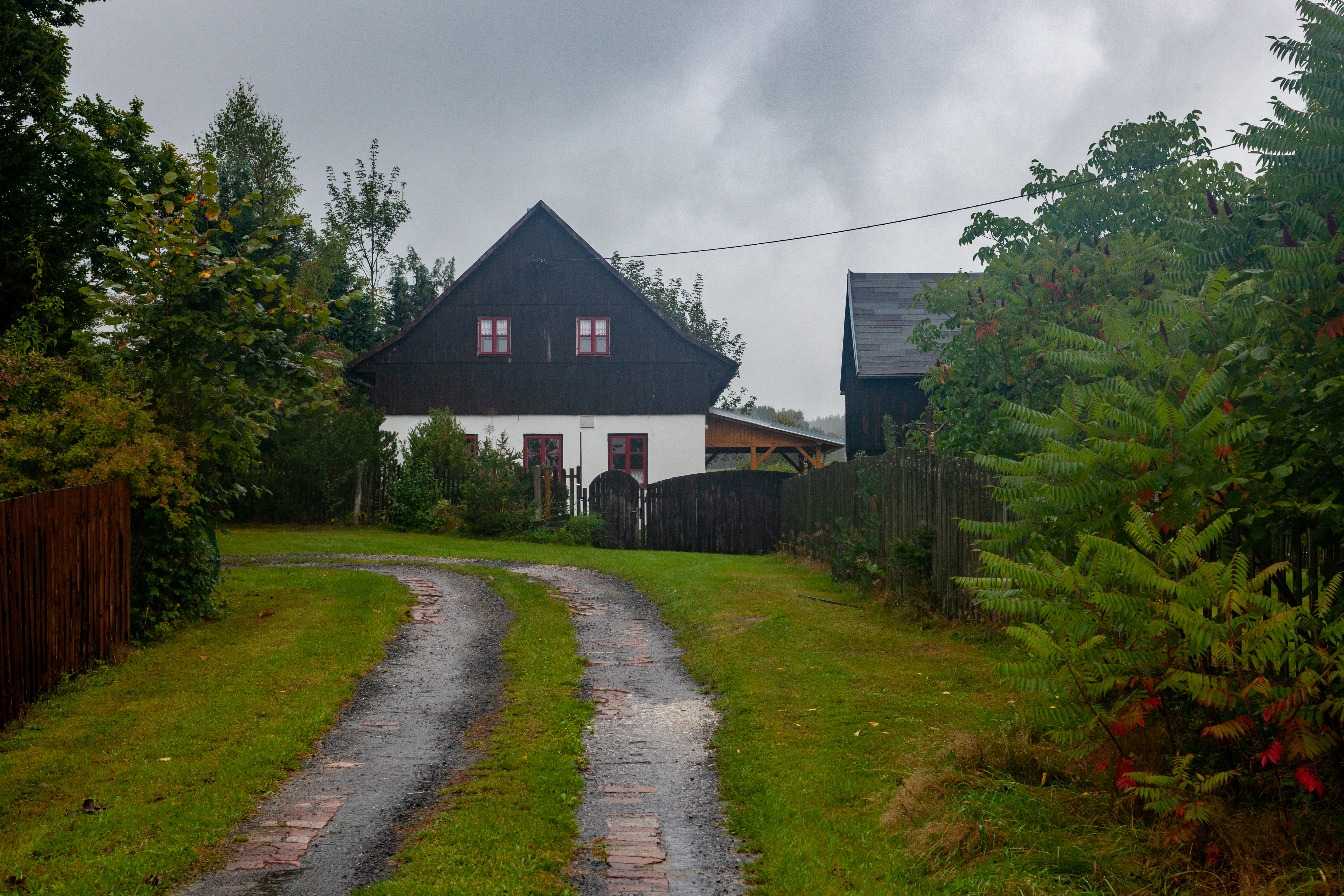
Dům (2020)
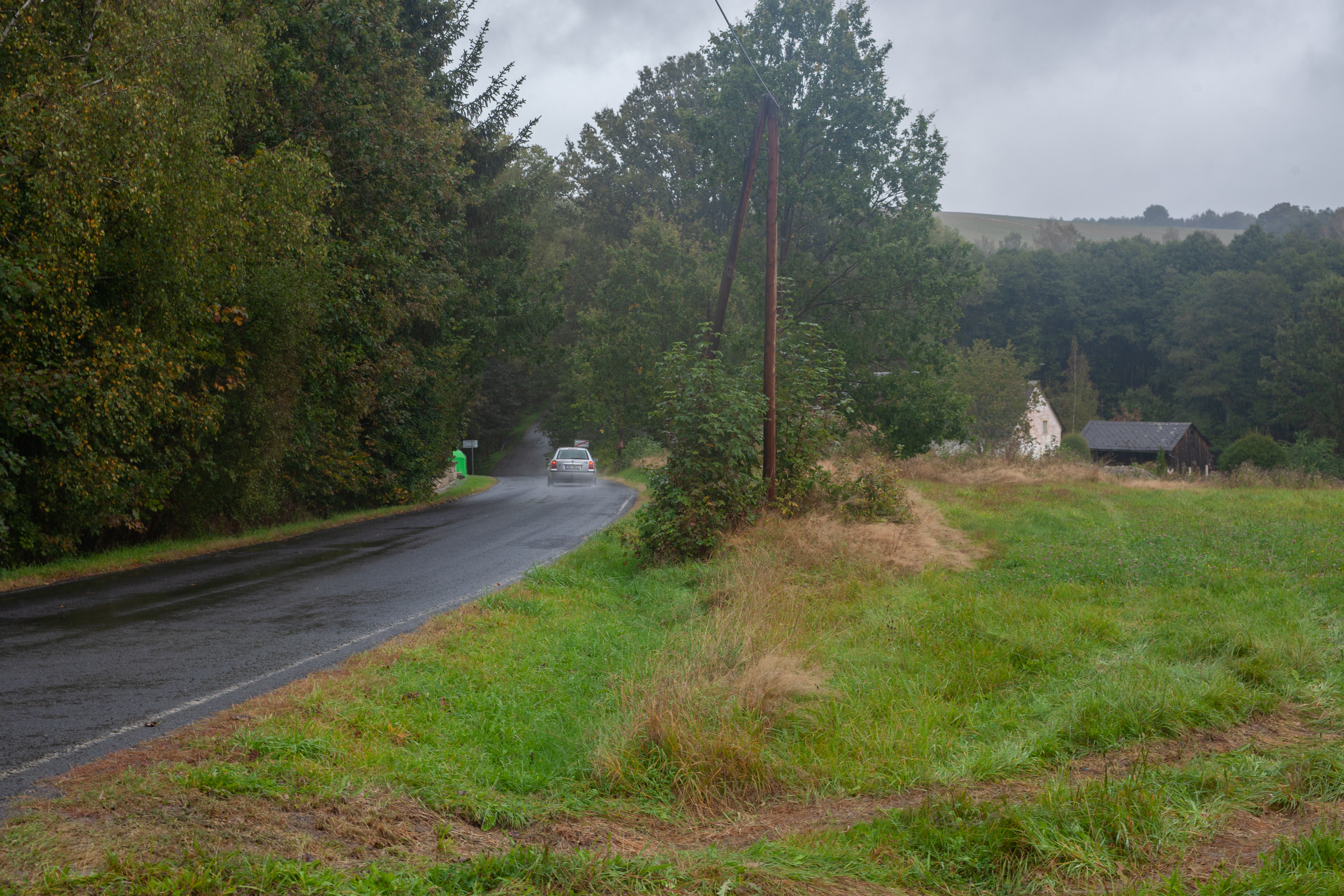
Silnice (2020)